# Ветроэнергетика Греции
Ветроэнергетика — одна из наиболее динамично развивающихся отраслей энергетики Греции. По плану, к 2010 году производство ветровой энергии в Греции должно было увеличиться на 352 %, чтобы достичь необходимого уровня получения электроэнергии из возобновляемых источников в ЕС, установленного на уровне 20 %. К 2010 году число ветряных установок было увеличено с 1028 до 2587 установок.
По данным Министерства охраны окружающей среды, мощность всех ветровых генераторов Греции должна увеличиться с 746 МВт до 3372 МВт. Правительство Греции выделяет до 77 % инвестиционных средств в энергетике именно в энергию ветра, в то время как в целом возобновляемые источники энергии (вместе с гидроэнергетикой) дают 23 % всей электроэнергии Греции. 
Согласно официальным данным ΑΔΜΗΕ, в понедельник 14 сентября 2020 года АПЕ (ветряные и солнечные системы выработки электроэнергии) покрыли 51% спроса на электроэнергию, и этот процент возрастает до 57% с учетом крупных гидроэлектростанций. В тот же день ветер в Греции, по данным WindEurope, который представляет более 400 компаний и организаций ветроэнергетики, покрыл более 40% спроса, что является самым высоким показателем в Европе. В 2022 году мощность ветроэнергетики составляла 4879 МВт.
| Выработка электроэнергии ветроэлектростанциями (МВт) | Выработка электроэнергии ветроэлектростанциями (МВт) | Выработка электроэнергии ветроэлектростанциями (МВт) | Выработка электроэнергии ветроэлектростанциями (МВт) | Выработка электроэнергии ветроэлектростанциями (МВт) | Выработка электроэнергии ветроэлектростанциями (МВт) | Выработка электроэнергии ветроэлектростанциями (МВт) | Выработка электроэнергии ветроэлектростанциями (МВт) | Выработка электроэнергии ветроэлектростанциями (МВт) | Выработка электроэнергии ветроэлектростанциями (МВт) | Выработка электроэнергии ветроэлектростанциями (МВт) | Выработка электроэнергии ветроэлектростанциями (МВт) | Выработка электроэнергии ветроэлектростанциями (МВт) | Выработка электроэнергии ветроэлектростанциями (МВт) | Выработка электроэнергии ветроэлектростанциями (МВт) | Выработка электроэнергии ветроэлектростанциями (МВт) | Выработка электроэнергии ветроэлектростанциями (МВт) | Выработка электроэнергии ветроэлектростанциями (МВт) | Выработка электроэнергии ветроэлектростанциями (МВт) |
| Страна                                               | 1998                                                 | 1999                                                 | 2000                                                 | 2001                                                 | 2002                                                 | 2003                                                 | 2004                                                 | 2005                                                 | 2006                                                 | 2007                                                 | 2008                                                 | 2009                                                 | 2010                                                 | 2011                                                 | 2012                                                 | 2013                                                 | 2014                                                 | 2022                                                 |
| ---------------------------------------------------- | ---------------------------------------------------- | ---------------------------------------------------- | ---------------------------------------------------- | ---------------------------------------------------- | ---------------------------------------------------- | ---------------------------------------------------- | ---------------------------------------------------- | ---------------------------------------------------- | ---------------------------------------------------- | ---------------------------------------------------- | ---------------------------------------------------- | ---------------------------------------------------- | ---------------------------------------------------- | ---------------------------------------------------- | ---------------------------------------------------- | ---------------------------------------------------- | ---------------------------------------------------- | ---------------------------------------------------- |
| Греция                                               | 39                                                   | 112                                                  | 189                                                  | 272                                                  | 297                                                  | 383                                                  | 473                                                  | 573                                                  | 746                                                  | 871                                                  | 985                                                  | 1,087                                                | 1,208                                                | 1,634                                                | 1,749                                                | 1,809                                                | 1,978                                                | 4,879                                                |